# 大话西游Online
《大话西遊Online》是网易公司开发并运营的大型多人在线角色扮演游戏，于2001年11月开始运营。2002年8月，在《大话西遊Online》基础上开发的《大话西游Online II》开始运营。

## 续作
《大话西游Online II》2002年8月推出，最高同时在线人数突破58万。《大话西游3》于2007年8月运营，是《大话西游Online II》的升级产品，但两款游戏同时运营。